# Teofilo Folengo
Teofilo Folengo (vl. jm. Girolamo Folengo, psal pod pseudonymem Merlin Cocaio nebo Limerno Pitocco, 8. listopadu 1491/1496 – 9. prosince 1544) byl italský básník. Pocházel z urozené rodiny, studoval ve Ferraře a v Bologni, roce 1511 se stal členem benediktinského řádu (zde přijal řádové jméno Teofilo), který v roce 1524 (nebo 1525) opustil a po několikaletém poustevnictví se do něj vrátil.
Hlavní součástí jeho díla jsou satirické skladby, v nichž paroduje špatnou latinu soudobých italských autorů a píše proto zvláštním paskvilem italské slovní zásoby a latinské gramatiky. Touto makarónštinou napsal několik skladeb, ironisujících tradiční žánry středověké latinské literatury (nejslavnější z nich je satirický epos Baldus, zesměšňující francouzskou šlechtu, dokončený v roce 1521), psal rovněž čistou latinou a italštinou texty satirického či náboženského charakteru (italsky parodický epos Orlandino, latinsky epické životopisy svatých). Jeho dílo bylo hlavní inspirací pro Rabelaise.